# 地獄第19層
《地獄第19層》是香港2007年的一部電影，改編自蔡駿同名小說《地獄的十九層》。由黎妙雪導演執導，由鍾欣潼、泳兒、譚俊彥、冼色麗、李曼筠、蔡卓妍等青春偶像領銜主演，屬一般的驚悚片。劇中融入了中國人稱十八層地獄的元素，並利用現今手機通訊模式連接地獄情景。
根據《電影檢查條例》，本片列為青少年及兒童不宜（IIB）。

## 故事簡介
大學生Rain（鍾欣潼）的好友Eva（李曼筠）行為無故變得十分古怪，Rain亦見到她剪舌自殺，想趕來救人時但隨即亦昏倒地上。醒來後嚴明亮一直幫她心理輔導，後來Rain收到了一個短訊，「你知道地獄的第19層是甚麼嗎？」，其後姊妹Mandy（冼色麗）和Violet（泳兒）亦收到訊息，莫名其妙地陷入恐怖中。通過第一層時，Rain和Violet在冥河中徘徊，但因為Violet心中有鬼，所以掉在河中溺死，其後警官葉蕭（譚俊彥）不斷調查Eva和Violet的事，Rain亦發覺Mandy的行為失常，經常說看到猴子對她邪笑，並企圖引火自焚，最後要葉蕭通過SMS才能收回殘局。Rain亦認識了高玄（徐正希），高玄亦是「地獄遊戲」的其中一個參加者，高玄認為犯過錯的人一定會被打入地獄，所以決定通過所有地獄，看看自己犯了甚麼事。但亦發現整件事是由嚴明亮（譚耀文）和Violet弄出來，而葉蕭從一名大學老師（米雪）得知在十年前一名女學生蘊涵（蔡卓妍）曾在鬼樓裏自殺，也發現了高玄已在十年前為蘊涵自殺。但是Rain通過了第9層，並得到了獎勵是直接跳去第18層，其後更通過了，發現地獄的終極是愛上魔鬼。

## 角色列表
主要角色
- 鍾欣潼 飾 春雨（Rain）
- 蔡卓妍 飾 蘊涵（Wendy）
- 泳　兒 飾 蔡素蘭（Violet）
- 李曼筠 飾 石清幽（Eva）
- 冼色麗 飾 許文雅（Mandy）
- 徐正希 飾 高玄
- 譚俊彥 飾 葉蕭
  - 蕭宇樺 飾 葉蕭（青年）
- 譚耀文 飾 嚴明亮
  - 趙浚承 飾 嚴明亮（青年）

其他角色
- 吳日言 飾 店員
- 米　雪 飾 大學老師
- 黃家諾 飾 文醫生
- 袁富華 飾 春雨繼父
- 陳詩穗 飾 雪兒

## 遊戲參加者懼怕的東西、在地獄滅亡原因、結果
| 遊戲參加者       | 懼怕的東西       | 在地獄滅亡原因   | 結果                               |
| ---------------- | ---------------- | ---------------- | ---------------------------------- |
| 春雨（Rain）     | 繼父             | -                | -                                  |
| 蔡素蘭（Violet） | 別人知道她的謊話 | 說謊             | 上吊自殺（原著）、跳海自殺（電影） |
| 石清幽（Eva）    | -                | 挑撥離間（原著） | 嚼舌自殺（原著）、剪舌自殺（電影） |
| 許文雅（Mandy）  | 猴子             | 沒救老師         | 瘋了（電影）                       |
| 蘊涵（Wendy）    | -                | 遊戲中途出現錯誤 | 上吊自殺（原著、電影）             |
| 葉蕭             | 女朋友           | 沒救到春雨       | 在電梯中永遠困着（電影）           |

## 主題曲
- 《愛的凶間》（歌手：冼色麗）